# Taça Europeia de Clubes de Futebol de Praia de 2013
A edição inaugural da Taça Europeia de Clubes de Futebol de Praia (Euro Winners Cup em inglês) foi um torneio de futebol de praia que decorreu na Arena UMPI Smart Beach, localizado em San Benedetto del Tronto, Itália, entre os dias 15 e 19 de Maio de 2013. Participaram no torneio o campeões dos principais Campeonatos Nacionais de Futebol de Praia, realizado na Europa, de modo semelhante à Liga dos Campeões da UEFA. O Belenenses representou Portugal como campeão de 2012.

## Participantes
Participaram 20 equipas de 18 países: 18 vencedores de ligas nacionais da Europa, a equipa anfitriã, e o 2º classificado do campeonato da equipa anfitriã. A Itália teve assim 3 representantes e os restantes países 1.